# Marija Magdalena
Marija Magdalena, izraelska svetnica, učenka Jezusa Kristusa v Novi zavezi in apokrifnih spisih, † 1. stoletje.
Kot svetnica se časti v Rimskokatoliški, Pravoslavni in Anglikanski cerkvi. Njen god je 22. julija. 

## Življenjepis
Marija Magdalena je omenjena pri vseh evangelistih Nove zaveze (Matej, Marko, Luka in Janez). Odlomki iz Svetega pisma jo omenjajo kot ženo, ki je hodila za JezusomLk 8, 1-3 in z njim ostala do konca. Prisostvovala je tudi mučenju in križanju Kristusa (Mt 27, 45-61; Jn 19, 25), ter bila med prvimi, ki je na veliko nedeljo opazila prazen grob in novico prenesla ostalim učencem (Mt 28, 1-10; Mr 15, 33-47; Mr 16, 1-8; Lk 24, 1-12; Jn  20, 1-10). Evangelij po Marku jo opiše kot osebo, kateri se je vstali Kristus prvi prikazal (Mr 16, 9-11). Tudi evangelist Janez opisuje isti prizor, kjer se vstali Kristus kot prvi prikaže Mariji Magdaleni in ga ta prepozna, ko zakliče njeno ime (Jn 20, 11-18). Iz imena Magdalena lahko sklepamo, da je prihajala iz Magdale, ribiškega mesteca ob Galilejskem jezeru, vendar Sveto pismo tega ne navaja. 
Marija Magdalena je žal pogosto zmotno prikazana kot prešuštnica in grešnica. Do zmote je verjetno prišlo, ker je v Svetem pismu dvakrat prikazana žena, ki Jezusu z lasmi umiva noge. Evangelist Luka omenja grešno ženo (Lk 7, 36-50), v evangeliju po Janezu pa srečamo Marijo (ime Marija je bilo v tistih časih zelo pogosto), Lazarjevo sestro, ki prav tako umiva noge Kristusu (Jn 11,1-3; Jn 12, 1-8). V odlomku, kjer Jezus reši prešuštnico, pa je oseba poimenovana le kot grešna žena, torej odlomek ne nakazuje niti povezanosti z imenom (Jn 8,1-11).